# Sternbergia candida
Sternbergia candida är en amaryllisväxtart som beskrevs av Brian Frederick Mathew och T.Baytop. Sternbergia candida ingår i släktet Sternbergia och familjen amaryllisväxter. Inga underarter finns listade i Catalogue of Life.

## Bildgalleri

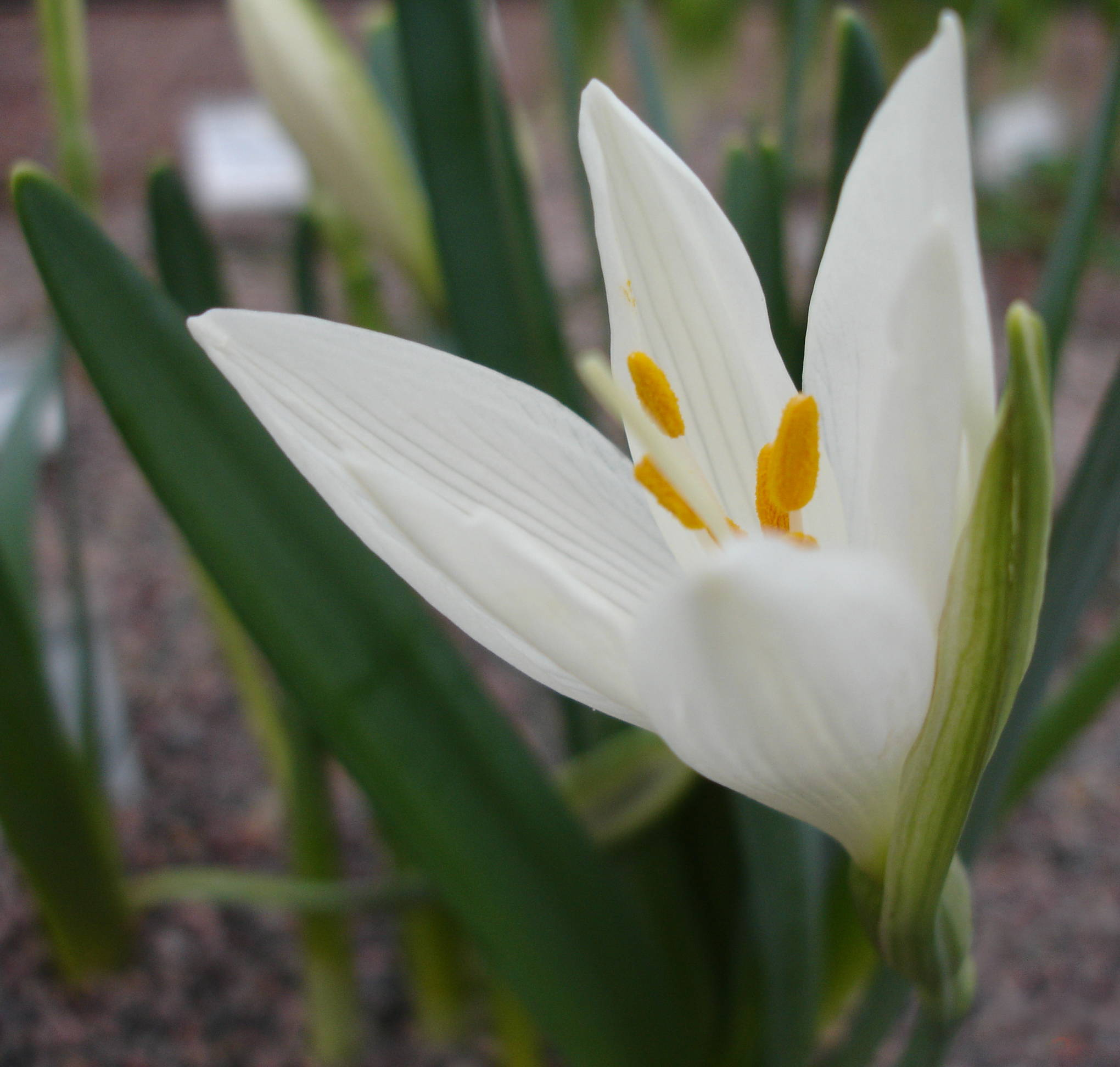
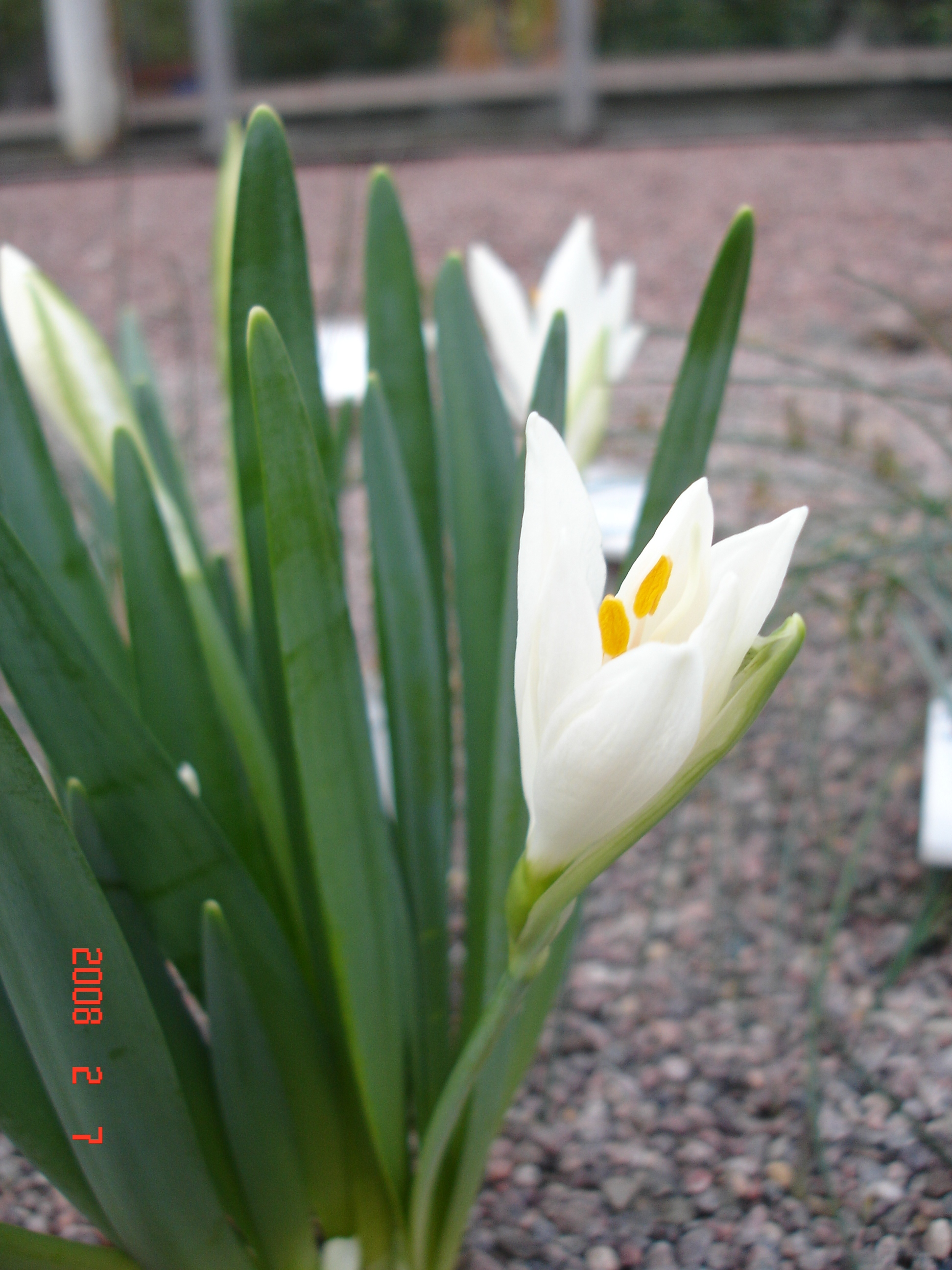